# Plaza de la Peregrina
La Plaza de la Peregrina (Praza da Peregrina en gallego) es una plaza del siglo XVIII situada en el centro de la ciudad española de Pontevedra, en el borde del casco histórico capitalino.

## Origen del nombre
La plaza debe su nombre a la Iglesia de la Virgen Peregrina, ubicada en el lado este de la plaza.

## Historia
En la pequeña colina donde ahora se levanta la Iglesia de la Virgen Peregrina, desde 1180 había un rollo que indicaba el dominio jurisdiccional de los arzobispos de Santiago de Compostela. Esta columna se utilizó como picota y desapareció cuando se construyó la iglesia. En este mismo espacio y junto a las murallas de Pontevedra, se construyó en el siglo XV hacia 1493 un conjunto de casas para mujeres públicas. La Plaza de la Peregrina está situada en medio de la vía XIX del Itinerario de Antonino y aparece como tal a finales del siglo XVIII con la construcción de la iglesia de la Virgen Peregrina, como una especie de explanada periférica situada fuera del recinto amurallado, junto al Camino Portugués y la puerta y la torre de Trabancas. Hacia 1793 se construyó el atrio de la iglesia de la Virgen Peregrina.
Tras el derribo de la Puerta de Trabancas de las murallas de Pontevedra en 1852, se edificaron en la plaza y en sus aledaños casas de viviendas, generalmente de bajo y dos pisos, destinadas a la burguesía. En 1854 se construyó la antigua casa de la Cofradía de la Virgen Peregrina o Casa Portela. La puerta de Trabancas se situaba entre esta casa y la que la delimitaba por el oeste, que pertenecía al presidente del Consejo de Ministros, Manuel Portela Valladares. Casto Sampedro, presidente de la Sociedad Arqueológica de Pontevedra y primer director del Museo de Pontevedra, vivía en la casa contigua, al este.
En 1880, el atrio de la iglesia se transformó para abrir el espacio, completándose con una amplia escalera de acceso frontal que reemplazó a la fuente original. En 1913 murió el loro Ravachol, que vivía desde 1891 en la farmacia de Don Perfecto Feijoo, en una casa que ya no existe en el extremo suroeste de la plaza.
En 1931, la plaza pasó a llamarse Plaza de la Libertad. En 1953, el arquitecto y restaurador Francisco Pons Sorolla recuperó el diseño original de la fuente. A principios de 1955 se recuperó la configuración original del atrio de la iglesia, gracias al proyecto de Pons Sorolla, que sustituyó la escalera principal por una balaustrada de piedra, interrumpida por una fuente rematada en arco. En 1956, se añadió a este arco una estatua de granito de Teucro partiendo las fauces del león de Nemea con una cruz detrás.
En junio de 1983 se prohibió el acceso de vehículos pesados a la plaza debido al desgaste de los cimientos de la Iglesia de la Virgen Peregrina.
La plaza se convirtió en peatonal y se cerró completamente al tráfico en agosto de 2001.
El 23 de febrero de 2006 se inauguró en el extremo suroeste de la plaza una escultura dedicada al loro Ravachol, obra del escultor José Luis Penado.
En 2025 se reforzó la iluminación pública de la plaza para mejorar el nivel de luz en el centro de la misma y en las inmediaciones de la iglesia de la Virgen Peregrina.

## Descripción

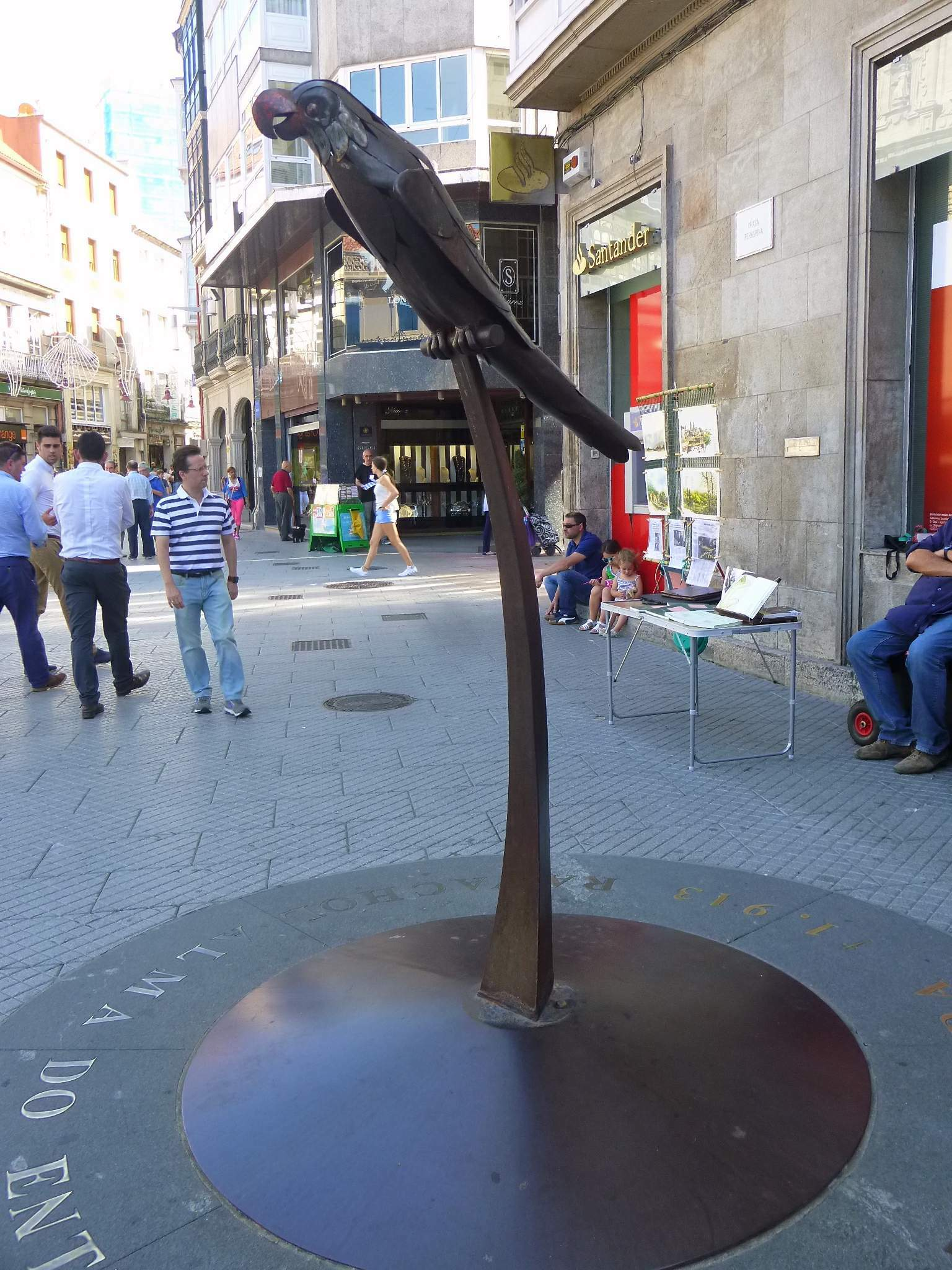
La estatua del loro Ravachol.

La plaza tiene forma triangular irregular y en ella confluyen las calles Michelena, Oliva, Peregrina, Benito Corbal y Antonio Odriozola, así como la pequeña calle González Zúñiga, detrás de la iglesia de la Virgen Peregrina. Es el punto neurálgico de la ciudad y por él discurre el Camino Portugués.
La plaza está empedrada y es peatonal, como el resto del centro histórico de la ciudad. Tras la remodelación de 2001 se convirtió en un espacio completamente abierto.
La plaza está dominada por el lado este por el atrio de la Iglesia de la Virgen Peregrina, que comunica la iglesia con la plaza mediante varios tramos de escaleras y está rodeada a los lados por pequeños muros con balaustres y, al frente, por una fuente de piedra coronada por la estatua de Teucro, el legendario fundador de Pontevedra. Durante muchos años, el atrio fue uno de los escenarios principales de los eventos sociales de la ciudad.
En el extremo occidental de la plaza, en el cruce con el inicio de la calle Michelena, hay una estatua del loro Ravachol, en el lugar donde estaba situada la farmacia donde vivió el loro hasta 1913, propiedad del farmacéutico Perfecto Feijoo.

## Edificios destacados
En el lado este de la plaza se encuentra la iglesia de la Virgen Peregrina. Es el símbolo de la ciudad por su singularidad, siendo la única iglesia española de forma circular con planta en forma de vieira, símbolo de los peregrinos. La iglesia de la Virgen Peregrina, patrona de la provincia de Pontevedra y del Camino Portugués, fue construida en el siglo XVIII en estilo barroco y neoclásico. En su fachada circular se encuentran las imágenes de la Virgen María, San José y Santiago, vestidos de peregrinos. En su interior hay una imagen de la Virgen del siglo XIX.
En el lado norte de la plaza se encuentra la antigua Casa de la Cofradía de la Virgen Peregrina o Casa Portela, que data de 1854. Es un edificio con decoración modernista obra del arquitecto Antonio López Hernández, de un solo cuerpo y tres plantas. La renovación de la casa con cemento Portland y la decoración Art Nouveau datan de 1913. Destacan sus galerías y balcones, incluyendo dos de las galerías de hierro fundido más antiguas de la ciudad. La decoración exterior de las fachadas es de mortero de cemento, tanto en la cubierta, que tiene pretil con florones, como en los marcos de las ventanas y balcones. En la fachada, los ángulos superiores de las ventanas y los pretiles están decorados con fustes de estilo modernista, ornamentación que se repite en el ángulo oeste del edificio. En el interior de la casa, en la planta baja, se conserva un tramo completo de la muralla de Pontevedra, con una altura media de más de dos metros.

## Galería de imágenes

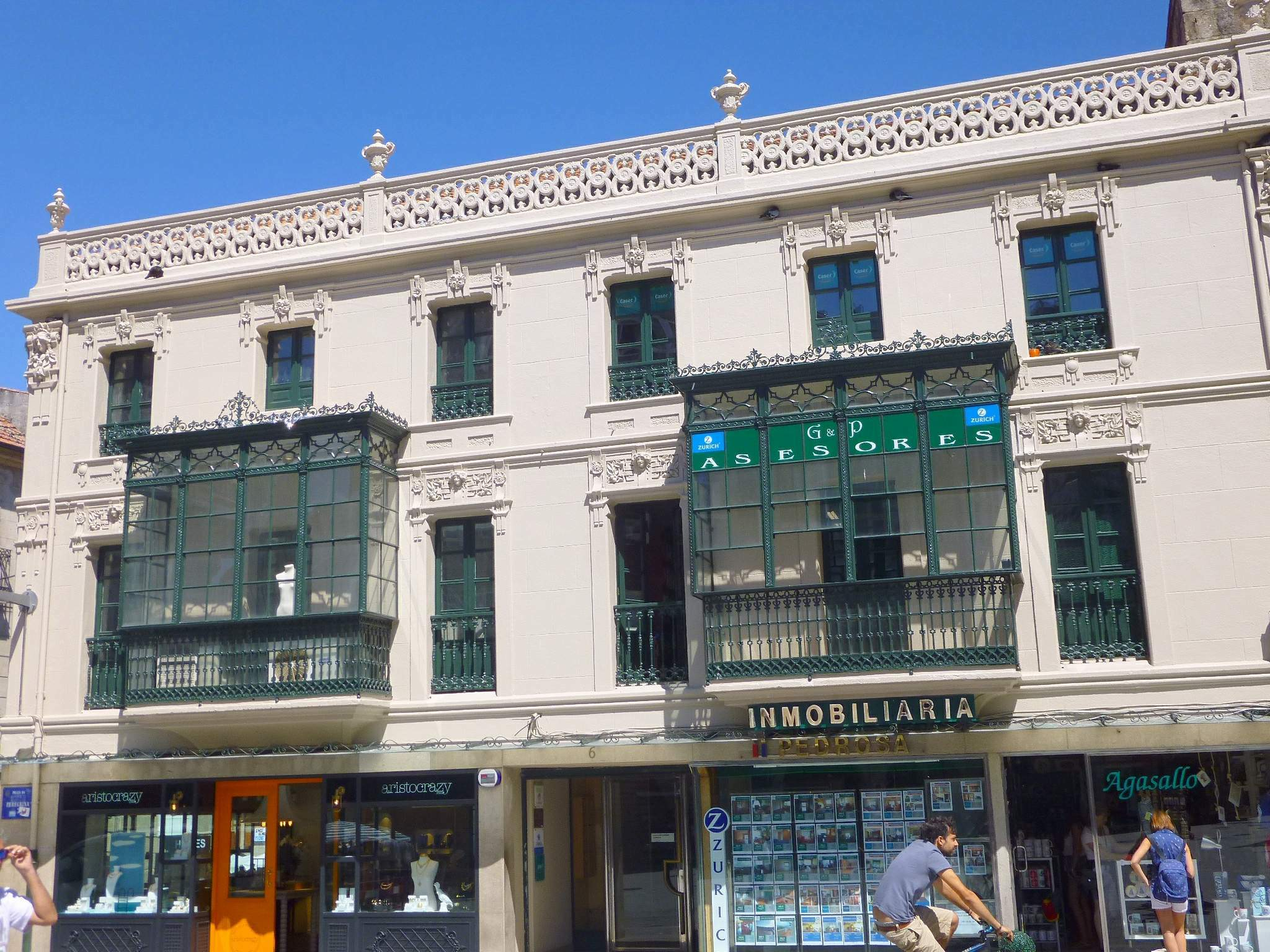
Antigua Casa modernista de la Cofradía de la Virgen Peregrina o Casa Portela
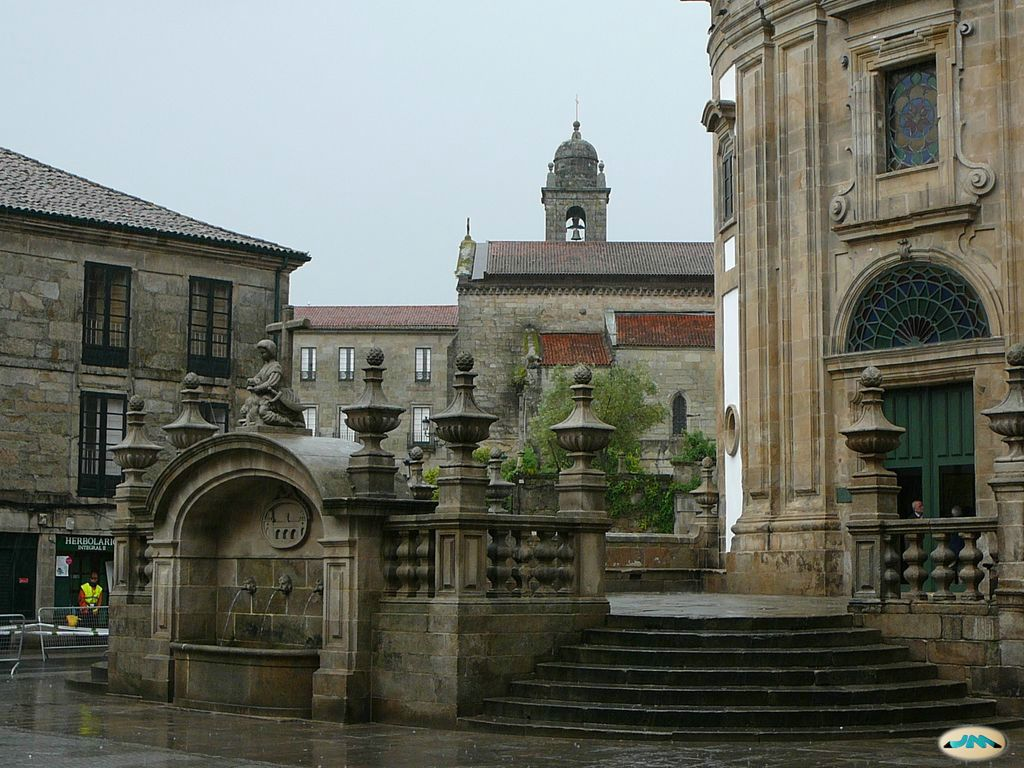
Atrio de la Iglesia de la Virgen Peregrina con vistas a la plaza
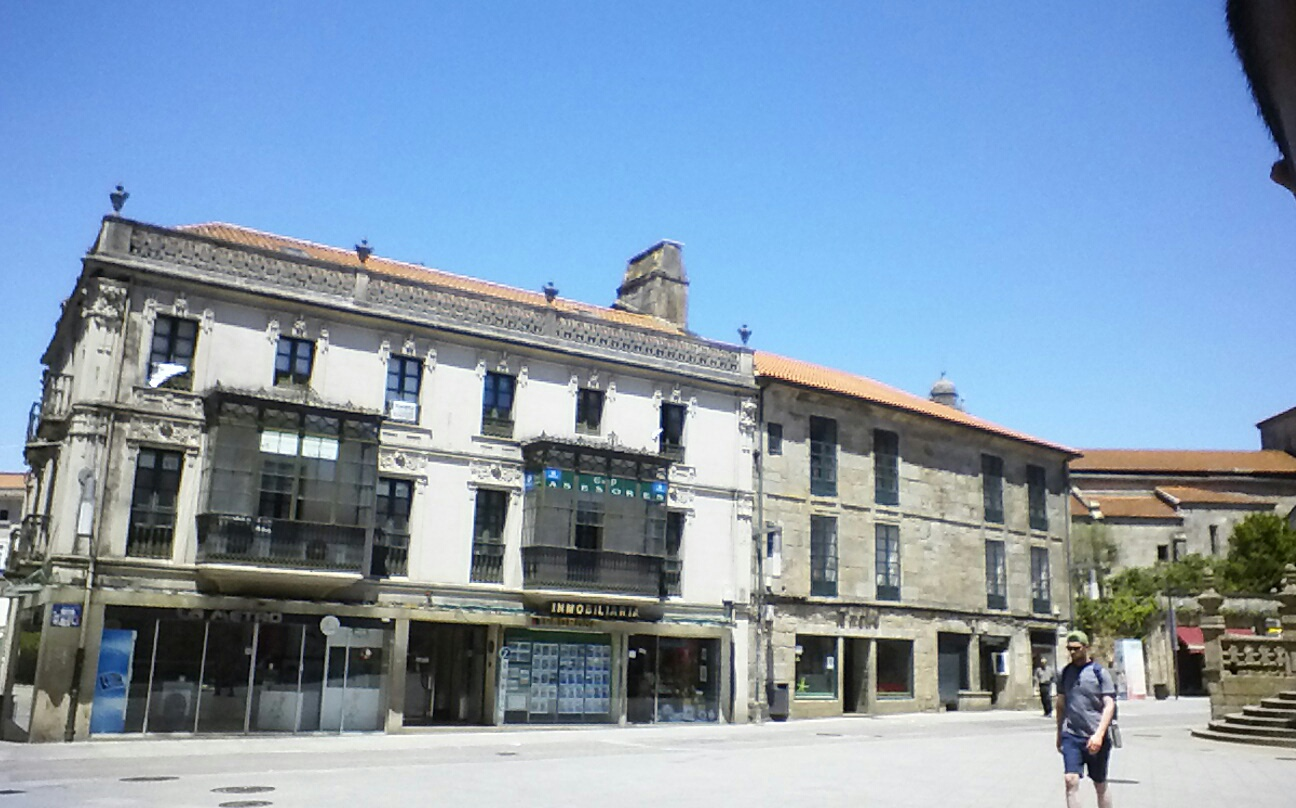
Casas en la plaza
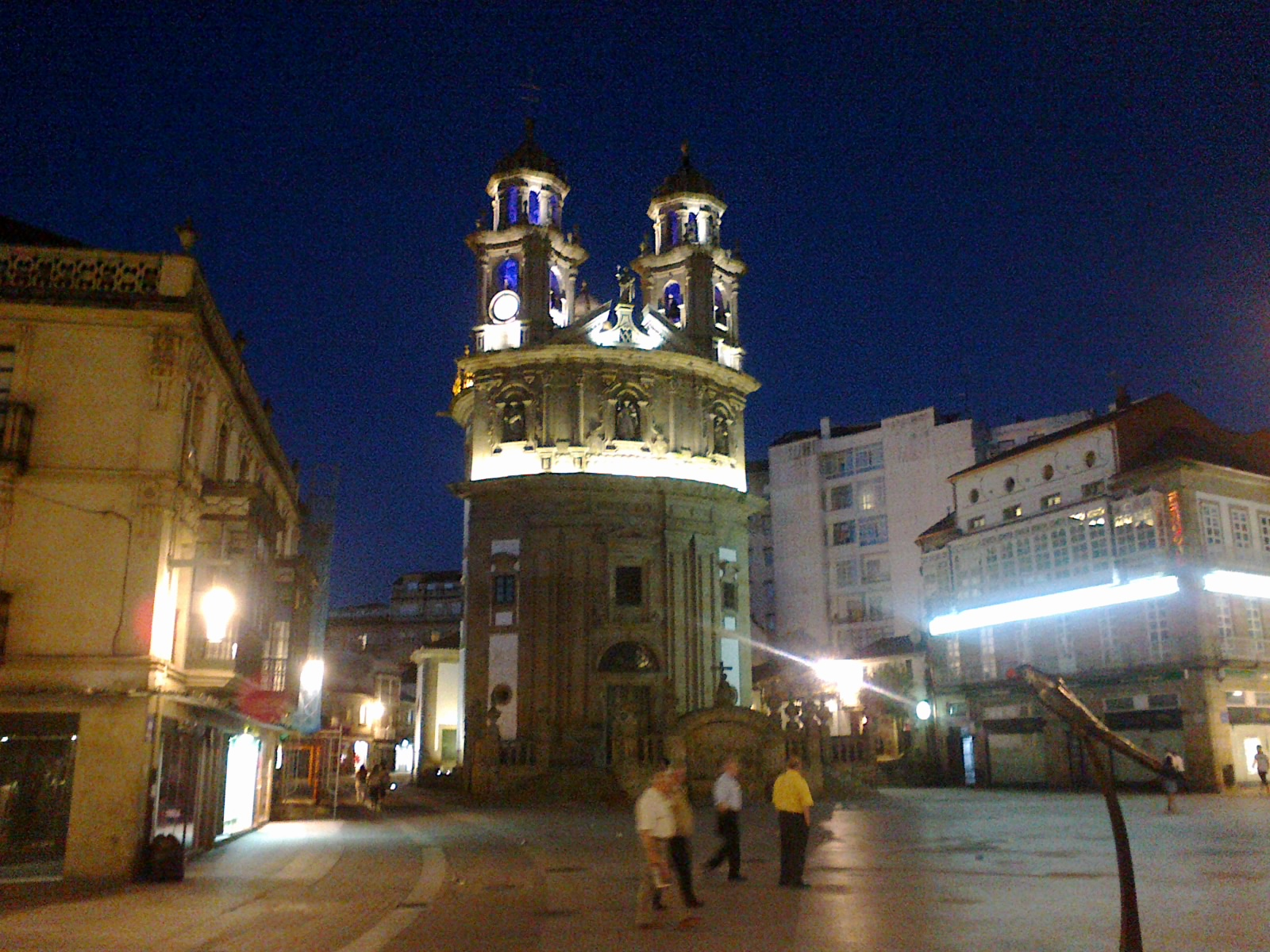
La plaza de noche
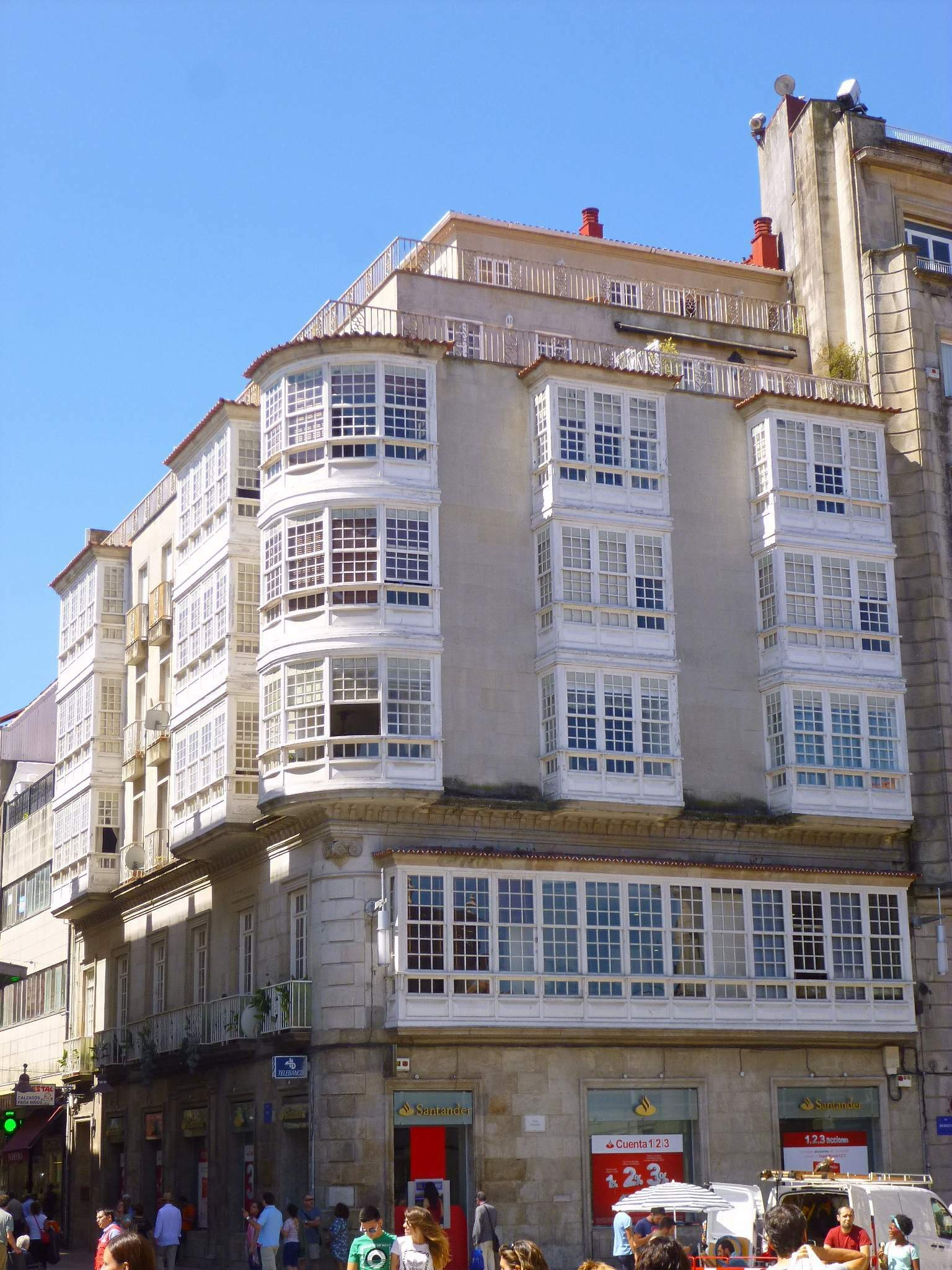
Edificio en la plaza
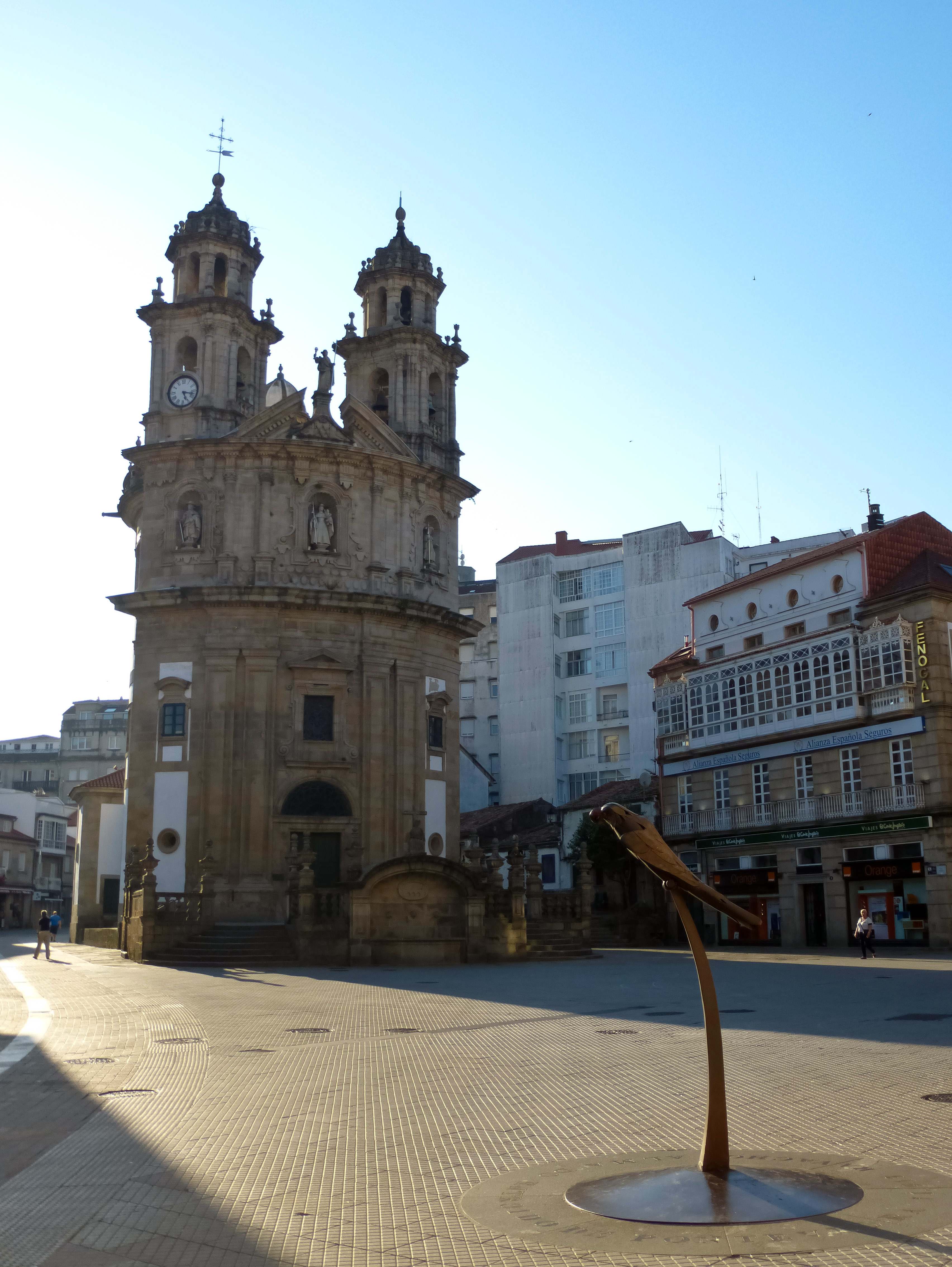
La plaza y el Loro Ravachol
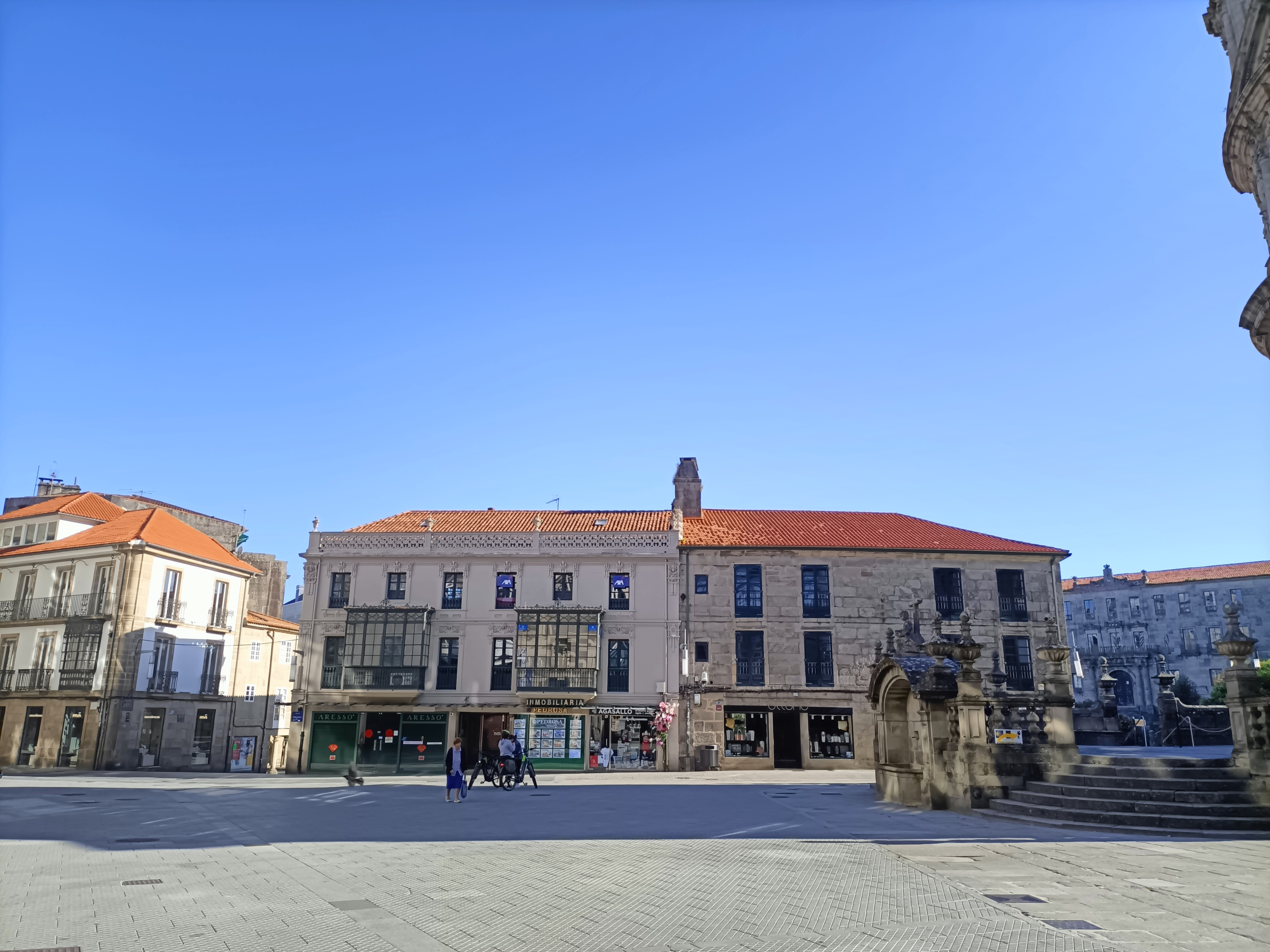
La plaza de la Peregrina en 2024
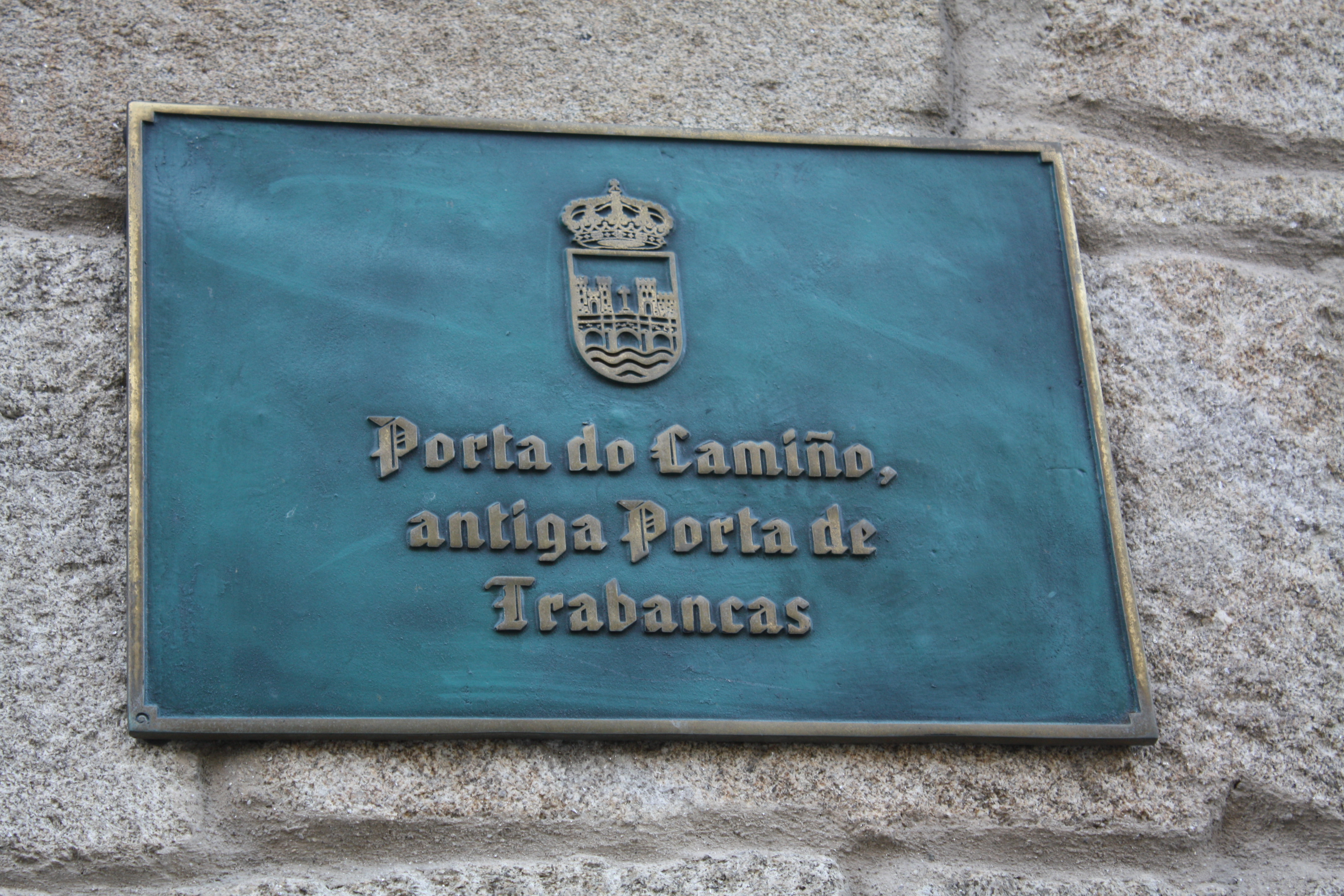
Placa de la antigua Puerta de Trabancas de la muralla